# Cane da pastore croato
Il cane da pastore croato (detto anche Hrvatski Ovcar in croato, Croatian Sheepdog in inglese o ancora Kroatischer Schäferhund) è una razza canina di origine croata riconosciuta dalla FCI (Standard N. 277, Gruppo 1, Sezione 1).

## Storia
Il cane da pastore croato è una razza autoctona della Croazia. Di questa razza non esiste una bibliografia poiché l'unico documento scritto è lo standard redatto nel 1969 che ha riconosciuto la razza fra i cani da pastore. La razza che più si avvicina al Pastore croato è il pastore di Picardia. Molti esperti sospettano che tra le due razze vi siano delle lontane parentele (forse anche il pastore croato è risultano di un accoppiamento con il pastore di Ciarplanina), perché in alcuni tratti somatici e caratteriali le due razze concordano. Infatti se si analizzano le due razze morfologicamente ci accorgiamo che hanno le stesse proporzioni. Infatti in entrambi la lunghezza del corpo supera del 10% l'altezza. La differenza evidente sta nel colore del manto che nella razza croata deve essere nero, mentre in quella francese il nero è escluso. È completamente da escludere, invece, l'ipotesi sostenuta da molti, che la razza derivi dal bovaro delle Fiandre, semmai può risultarsi vero il contrario. È una razza poco diffusa, anche perché nessuna organizzazione cinofila l'ha tutelata per molti anni; solo recentemente si sta allevando con finalità espositive.

## Descrizione
Alcuni esemplari possono nascere anuri o brachiuri, da adulto la lunghezza della coda non deve superare i 4 cm. Se la coda è lunga è attaccata piuttosto alta e guarnita di pelo lungo e folto.  A riposo, è portata bassa o al livello della linea dorsale; quando il cane è in allerta viene portata sopra la linea dorsale. Non è desiderata la mezza coda. Il colore di fondo è nero. Sono accettate le tracce bianche sotto la gola, al petto, mentre non sono ammesse tracce bianche sulla testa, sul corpo e sulla coda. Le tracce bianche sulle dita e sui piedi sono ammesse ma non desiderabili. Il pelo è lungo da 7 a 14 cm. La parte facciale della testa è sempre coperta da pelo corto. Le orecchie hanno il pelo corto sul lato esterno e più lungo sulla faccia interna. È relativamente morbido, ondulato e anche riccio; non deve mai essere lanoso, il sottopelo deve essere folto. Gli occhi sono di colore da castano a nero, di media grandezza, a forma di mandorla, con espressione vivace. La direzione del taglio non è obliqua. Le palpebre ben tese hanno pigmentazione scura. Le orecchie sono triangolari, erette o semierette, di lunghezza media e attaccate un po' lateralmente. Le orecchie erette sono preferibili. Il taglio delle orecchie non è permesso. La testa è relativamente leggera, a forma di cono. La lunghezza del muso è 9/11 della lunghezza del cranio. La lunghezza totale della testa corrisponde a circa 20 cm. Il cranio restringendosi continua nel muso. Muso asciutto con profilo nasale dritto. Labbra sottili, tese ed elastiche. Stop poco marcato.

## Carattere
È un eccellente cane da lavoro che riesce a sopportare con tranquillità la fatica. È utilizzato quasi esclusivamente nella pastorizia ma si adatta bene anche negli sport cinofili dove si predilige l'agilità e l'intelligenza. Il compito per il quale però possiede le caratteristiche ataviche e grandi attitudini è la guida del gregge grazie all'istinto di pastore che è stato conservato nella selezione. L'impiego della razza è rimasto per anni limitato a questa precisa mansione. È da considerarsi anche un ottimo cane da guardia per proteggere la proprietà. Ha due sensi più sviluppati degli altri: la vista e l'olfatto, che sono in alcuni casi, molto utili e sfruttabili. Molto intelligente, perciò facilmente addestrabile.

## Consigli
È un cane tuttofare che ha bisogno di sfoghi in spazi aperti come grandi prati dove può correre in tranquillità. È molto agile e spesso è impiegato appunto nell'agility dog dove si dimostra un ottimo atleta. Anche l'obedience esalta le sue capacità intellettive anche se un eccessivo addestramento lo porta a uno stato di stress. La guardia poi è il suo scopo di vita visto che nei pascoli era utilizzato per questa mansione. Non si adatta quindi alla vita di appartamento che lo può portare a essere schizzato. Bisogna fin da cucciolo insegnargli le regole senza mai trasgredirle o fargliele trasgredire. Non necessità di polso fermo e pazienza ma solo di tanta coerenza.

## Caratteristiche
| Adatto per  | Non adatto per    |
| ----------- | ----------------- |
| Compagnia   | Protezione civile |
| Agility dog | Difesa            |
| Freestyle   |                   |
| Fly ball    |                   |
| Guardia     |                   |
| Obedience   |                   |